# دانس اسکوتوس
دانز اسکوتوس (انگلیسی: Duns Scotus؛ زاده ۱۰ مارس ۱۲۶۶ درگذشته ۸ نوامبر ۱۳۰۸ (۴۱−۴۲ سال))(/ˈskoʊtəs/ SKOH-təs؛ لاتین کلیسایی: [duns ˈskotus]؛ «دانز اسکاتلندی»)، یک کاتولیک، کشیش و فرانسیسکن، استاد دانشگاه، فیلسوف و متکلم اسکاتلندی بود. او به همراه توماس آکویناس، بوناونتور و ویلیام اوکهام یکی از چهار فیلسوف-الهی‌دان مسیحی مهم اروپای غربی در قرون وسطی است.
اسکاتوس تأثیر قابل توجهی بر افکار کاتولیک و سکولار داشته است. آموزه‌ای که او بیشتر به آن‌ها شهرت دارد «وحدت وجود» است، اینکه هستی انتزاعی‌ترین مفهومی است که ما داریم و قابل اعمال بر هر چیزی که وجود دارد. تمایز رسمی، راهی برای تمایز بین جنبه‌های مختلف یک چیز؛ و ایده ناهنجاری، خاصیتی که باید در هر چیز فردی وجود داشته باشد که آن را به یک فرد تبدیل می‌کند. اسکاتوس همچنین استدلال پیچیده‌ای برای وجود خدا مطرح کرد و برای تصویرسازی معصومانه مریم استدلال کرد.
وی به «دکتر موشکاف» شهرت داشت.

## زندگی‌نامه
اطلاعات کمی از دانز اسکاتوس جدا از کارهای او وجود دارد. اعتقاد بر این است که تاریخ تولد او بین ۲۳ دسامبر ۱۲۶۵تا ۱۷ مارس ۱۲۶۶بوده است. او در خانواده ای برجسته به دنیا آمد. محل مشهور تولد او، روبروی لژ پاویلیون، در نزدیکی لژ شمالی قلعه دانز در اسکاتلند، در حال حاضر با یک قایق مشخص شده است که در سال ۱۹۶۶توسط برادران فرانسیسکن بریتانیا به مناسبت هفتصدمین سالگرد او ساخته شد. دانز اسکاتوس در دامفریز، جایی که عموی او، الیاس دانز، سرپرستی آن را بر عهده داشت، غسل تعمید شد.
سن دانز اسکاتوس بر اساس اولین تاریخ معین زندگی او است، یعنی زمان انتصاب او به کشیشی در سنت اندرو، نورث همپتون، انگلستان، در ۱۷ مارس ۱۲۹۱. حداقل سن قانونی برای دریافت دستورات مقدس ۲۵ سال است و به‌طور کلی فرض می‌شود که او به محض این که به سن قانونی رسید، به این مقام منصوب شد. این که معاصرانش او را یوهانس دونس می‌خواندند، پس از رسم قرون وسطی که مردم را با نام مسیحی‌شان و پس از آن محل زادگاهشان می‌خواندند، نشان می‌دهد که او از Duns، در Berwickshire، اسکاتلند آمده است.
طبق سنت، Duns Scotus در یک فرانسیسکن studium generale (یک دانشگاه قرون وسطایی)، خانه ای در پشت کلیسای سنت ابه، آکسفورد، در یک منطقه مثلثی شکل محصور در خیابان پنی فارتینگ و از سنت آلدیت تا قلعه، بیلی و قدیمی تحصیل کرد. دیوار، [۱۵] جایی که Friars Minor زمانی که دانشگاه پاریس در ۱۲۲۹–۱۲۳۰ پراکنده شد، نقل مکان کرده بودند. در آن زمان حدود ۲۷۰ نفر در آنجا زندگی می‌کردند که حدود ۸۰ نفر از آنها رهبان بودند.
به نظر می‌رسد که دانز اسکاتوس تا سال ۱۳۰۰در آکسفورد بوده است، زیرا او در فهرست گروهی از رهبانان قرار گرفته است که مافوق استانی استان کلیسایی انگلیس (که شامل اسکاتلند نیز می‌شود) از اسقف لینکلن برای شنیدن اعترافات درخواست کرده است.[۱۷] ] او در یک مناقشه زیر نظر نایب السلطنه، فیلیپ از بریدلینگتون در سال ۱۳۰۰–۰۱ شرکت کرد.[۱۸] او در اواخر سال ۱۳۰۲ در دانشگاه معتبر پاریس شروع به سخنرانی دربارهٔ احکام پیتر لومبارد کرد. اما بعداً در آن سال تحصیلی، به دلیل جانبداری از پاپ بونیفاس هشتم در دشمنی با فیلیپ چهارم پادشاه فرانسه، از دانشگاه پاریس اخراج شد. در مورد مالیات بر اموال کلیسا
Duns Scotus قبل از پایان سال ۱۳۰۴ به پاریس بازگشته بود و احتمالاً در ماه مه بازگشته بود. او به سخنرانی در آنجا ادامه داد تا اینکه به دلایلی که هنوز مرموز است، احتمالاً در اکتبر ۱۳۰۷ به استودیوم فرانسیسکن در کلن اعزام شد. به گفته نویسنده قرن پانزدهم، ویلیام ووریلونگ، خروج او ناگهانی و غیرمنتظره بود. او در حال استراحت یا صحبت با دانش آموزان در Prato clicorum یا Pre-aux-Clercs - منطقه ای باز از Rive Gauche که توسط محققان برای تفریح استفاده می‌شود - بود که دستورات وزیر کل فرانسیسکن رسید. اسکاتوس فوراً با برداشتن چند وسیله شخصی یا هیچ چیز شخصی رفت.[۱۹]
دانز اسکاتوس در نوامبر ۱۳۰۸ به‌طور غیرمنتظره در کلن درگذشت. تاریخ مرگ او به‌طور سنتی ۸ نوامبر است. او در کلیسای Friars Minor آنجا به خاک سپرده شده است. تابوت او شامل شعر لاتین است:
"Scotia me genuit.
Anglia me suscepit.
Gallia me docuit.
Colonia me tenet."
(اسکاتلند مرا به دنیا آورد. انگلیس مرا پذیرفت. فرانسه به من آموخت. کلن مرا نگه می‌دارد)
داستان در مورد زنده به گور شدن Duns Scotus، در غیاب خدمتکارش که به تنهایی از مستعد بودن او به کما اطلاع داشت، احتمالاً یک افسانه است.[۲۰] اولین گواهی شناخته شده از این موضوع به حدود سال ۱۴۰۰ برمی گردد.[۲۱] در میان بسیاری از نویسندگان، فرانسیس بیکن آن را در Historia vitae et mortis خود گزارش کرده است.[۲۲] کولوفون کدکس ۶۶ کالج مرتون، آکسفورد می‌گوید که اسکاتوس نیز در کمبریج بوده است.

## متافیزیک

### واقع گرایی
دیدگاه اسکوتوس دربارهٔ کلی‌ها به واقع گرایی اسکوتوسی شناخته می‌شود. او به‌طور کل به عنوان یک واقع گرا در نظر گرفته می‌شود (درمقابل نومینالیست‌ها که به وجود مستقل از ذهن کلی‌ها باور نداشتند)، در این معنا او به کلی‌ها به عنوان یک امر مستقل از ذهن و واقع نگاه می‌کرد. به نظر او این کلی‌ها هم در جزئی‌ها و هم در ذهن به عنوان یک مفهوم وجود دارند (در مقابل قلمروی سومی که در آن مثال‌های افلاطونی وجود دارند). او به دیدگاهی حمله می‌کند که در آینده توسط افرادی مانند اوکام از آن دفاع می‌شود، او استدلال می‌کند که اشیا یک طبیعت مشترک دارند، برای مثال سقراط و افلاطون از طبیعت مشترکی به نام انسانیت برخوردارند.

#### اشتراک معنوی بودن وجود
اسکوتوس در این جمله که موضوع دانش مابعدالطبیعه وجود به ما هو وجود است از ارسطو پیروی می‌کند. وجود از نگاه او در مجموع، تصوری مشترک لفظی است که اولین متعلق عقل ما است. ایدهٔ اشتراک لفظی بودن وجود متضمن نفی هر گونه تمایز بین وجود و ماهیت است .آکویناس استدلال می‌کرد که در هر موجود محدودی (هر موجودی به غیر از خدا) وجود آن از ماهیتش متمایز است. اسکوتوس این استدلال را رد می‌کند و در مقابل استدلال می‌کند که ما نمی‌توانیم چیستی شی را بفهمیم بدون آنکه وجود آن را بفهمیم. و ما نباید تمایزی بین وجود و ماهیت قائل شویم چرا که نمی‌توان به وجود چیزی پی برد بدون آنکه مفاهیمی و تصوراتی از چیزی که وجود دارد نداشته باشیم.
اسکوتوس نگرشی متفاوت دربارهٔ هیلومورفیسم (صورت و ماده باوری) را بسط می‌دهد، با سه تز که او را از دیگران متمایز می‌کند.
۱_او معتقد است که ماده ایی وجود دارد که هیچ صورتی ندارد که همان ماده یا هیولای اولی است که زیرنهاد هر گونه تغییریست (در مقابل آکویناس).
۲_او معتقد است که همهٔ جواهر مخلوق ترکیبی از ماده و جوهر نیستند و جواهری تماماً روحانی وجود دارند.
۳_معتقد است که هر جوهر واحدی می‌تواند بیش از یک صورت ذاتی داشته باشد، برای مثال: انسان‌ها حداقل دو صورت ذاتی دارند، نفس و صورت جسم آدمی.